# Johann Trummer
Johann Trummer (ur. 1918, zm. ?) – zbrodniarz nazistowski, esesman, członek załogi niemieckiego obozu koncentracyjnego Dachau.
W trakcie II wojny światowej pełnił służbę w Mühldorf, podobozie KL Dachau. W procesie członków załogi Dachau (US vs. Michael Vogel i inni), który miał miejsce w dniach 8–15 lipca 1947 przed amerykańskim Trybunałem Wojskowym w Dachau skazany został na 4 lata pozbawienia wolności za znęcanie się nad więźniami.